# حويك
اللقب حويك ومشتقاته اسم شائع بين الموارنة الكاثوليك في لبنان. غالبية حاملي الاسم يرجعون في جذورهم إلى ثلاث بلدات لبنانية هي بدادون، وحصارات وحلتا وكذلك بعض المدن الصغيرة في لبنان بالإضافة إلى أفراد الأسرة الذين هاجروا من لبنان إلى أجزاء أخرى من العالم.

## التاريخ

### الجذور
يعود أصولها إلى قبيلة الغساسنة العربية المسيحية وهي تشمل أسر معلوف وجبارة. إستقرت تتلك الأسر في أول الأمر في منطقة حوران في جنوب سوريا. ثم انتقلت واستقرت في منطقة سرغايا في في جنوب غرب سوريا.

### الهجرة إلى جبل لبنان
بعد مغادرة الصليبين الشرق الأوسط، تعرضت الطوائف المسيحية في المنطقة لاضطهاد المماليك والعثمانيين الأتراك من بعدهم.
عندها، لجاء آل الحويك ليعيشوا في نواحي البطريركية المارونية جنباً إلى جنب مع الغالبية العظمى من العائلات المسيحية المارونية التي فضلت الحماية ضمن البطريركية التي استوطنت منطقة كسروان اللبنانية الجبلية الغير مأهولة نسبيا وأنشئت مركز البطريركية في البترون في شمال لبنان. هناك دلائل عن تواجد أل الحويك في منطقة حصرات في جبل لبنان في القرن الثامن عشر.

## استخدام اسم
- شقف الحويك هي مرتفع في منطقة البقاع اللبنانية.
- شتل الحويك كومة تلة بالقرب من قونية، تركيا. انظر كاتال هويوك.